# Миротворческая операция ООН в Сомали
Миротворческая операция ООН в Сомали проводилась в 1992—1995 годах в ходе гражданской войны в стране. На первом этапе (операция «Возрождение надежды») ставилась задача обеспечить безопасную доставку и распределение гуманитарной помощи; на втором этапе (операция «Продолжение надежды») ставились задачи содействия прекращению войны в Сомали.

## Предпосылки
В начале 1980-х годов сомалийская оппозиция начала вооружённую борьбу против правительства Мохаммеда Сиада Барре. В 1988 году в стране разгорелась полномасштабная гражданская война, в результате которой в январе 1991 года режим Барре был свергнут. Однако осенью того же года боевые действия вспыхнули с новой силой, на этот раз между различными группировками повстанцев, боровшимися за власть. В условиях продолжающихся боевых действий и отсутствия в стране центральной власти все государственные и социальные структуры в Сомали были разрушены. В 1992 году начался голод, унёсший, по приблизительным оценкам, около 300 тысяч жизней.

## Вмешательство ООН
На фоне гуманитарной катастрофы в Сомали Совет Безопасности ООН в апреле 1992 года учредил миссию UNOSOM I. Поначалу в рамках этой миссии в Сомали было размещено 50 невооружённых наблюдателей, что не оказало никакого влияния на ход событий в стране. В то же время гуманитарные организации, занимавшиеся доставкой продовольствия в Сомали, столкнулись с произволом местных вооружённых группировок. Сотрудникам организаций приходилось платить дань за проход по территории, контролировавшейся той или иной группировкой; в ряде случаев гуманитарная помощь просто разграблялась.
В этих условиях летом 1992 года речь зашла о размещении в Сомали четырёх миротворческих батальонов для защиты гуманитарных операций. Однако уже первый из этих батальонов (пакистанский), развёрнутый в Могадишо осенью, был встречен местными группировками с открытой враждебностью, и оказался фактически не в состоянии выполнять свои функции согласно мандату UNOSOM I. В связи с этим отправка трёх других батальонов была отложена.

## «Возрождение надежды»

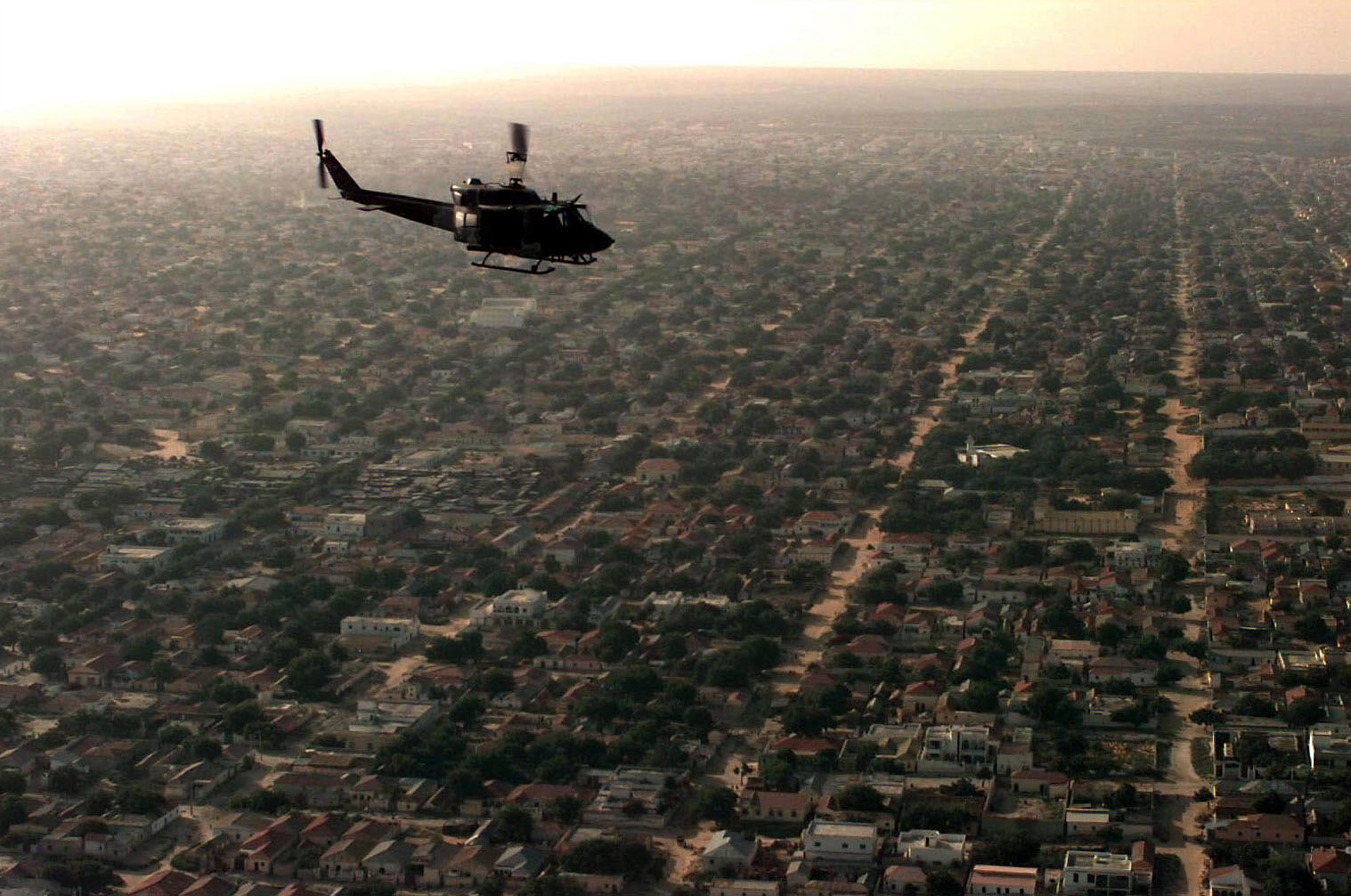
Вертолёт морской пехоты США UH-1 совершает патрулирование над Могадишо. Декабрь 1992 года

С учётом сложившейся внутриполитической обстановки в США на конец 1992 года президент страны Джордж Буш-старший выразил готовность отправить в Сомали американские войска. 3 декабря 1992 года СБ ООН принял резолюцию 794, которая на основании главы VII Устава ООН уполномачивала международные силы, отправляющиеся в Сомали, использовать «все необходимые средства» (подразумевалось разрешение на использование военной силы) для обеспечения беспрепятственной доставки гуманитарной помощи.

Операция получила название «Возрождение надежды» (Restore Hope). Во главе созданной Оперативной группировки ООН (UNITAF), состоявшей из контингентов более чем 20 стран (в частности, контингентов Австралии, Канады, ФРГ, Франции, Индии, Италии, Пакистана, Египта), находились США, предоставившие 25 тысяч военнослужащих из общей численности группировки в 37 тысяч человек. Разделение полномочий между США и ООН было выражено Генеральным секретарём ООН Бутросом Бутросом-Гали следующим образом: 
Соединенные Штаты Америки обязались выполнять роль лидера в создании безопасной обстановки, которая является необходимым условием выполнения Организацией Объединённых Наций задач по обеспечению гуманитарной чрезвычайной помощи и содействию национальному примирению и экономическому восстановлению, которые изначально включались в различные резолюции Совета Безопасности по Сомали

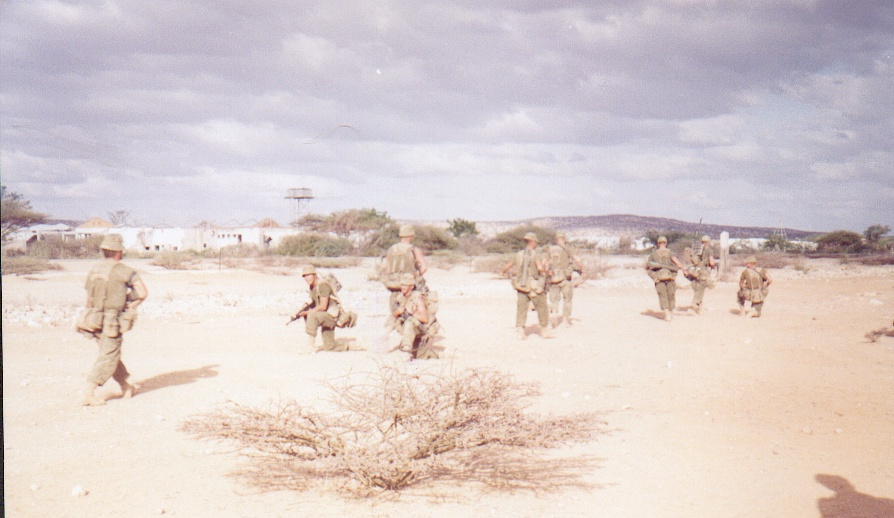
Канадские миротворцы в Сомали

Операция «Возрождение надежды» началась 9 декабря 1992 года высадкой подразделений морской пехоты США в Могадишо. К концу декабря контингенты UNITAF в основном заняли свои зоны ответственности. Имели место несколько вооружённых столкновений с отрядами местных полевых командиров, однако основные противоборствующие группировки прекратили боевые действия и согласились на ведение переговоров при посредничестве ООН.
В целом операция «Возрождение надежды» достигла поставленных целей. Войска ООН проложили или отремонтировали 1200 км дорог, строили мосты, выкапывали колодцы, открывали школы, приюты, госпитали. Доставка гуманитарной помощи в Сомали наконец стала беспрепятственной, кроме того, в стране был начат процесс национального примирения. С учётом успехов UNITAF Бутрос Бутрос-Гали в марте 1993 года предложил Совету Безопасности ООН перейти к следующему этапу операции, предусматривавшему уже не обеспечение гуманитарных операций, а участие в восстановлении центральной власти в стране. В мае 1993 года операция «Возвращение надежды» была завершена. На смену ей пришла операция «Продолжение надежды» (UNOSOM II), контроль за проведением которой перешёл от США к ООН.

## «Продолжение надежды»
Операция формально началась в марте 1993 года, хотя фактическая передача ООН контроля над силами UNITAF (которая одновременно была расформирована) состоялась 4 мая 1993 года. США вывели бо́льшую часть своих войск из Сомали, оставив лишь небольшой контингент. Всего в операции было задействовано около 28 тысяч миротворцев ООН из более чем 22 стран.
...основными задачами были наблюдение за прекращением боевых действий, предупреждение возобновления актов насилия, изъятие запрещенного стрелкового оружия, обеспечение безопасности в портах, аэропортах и на путях сообщения, необходимых для оказания гуманитарной помощи, продолжение разминирования и оказание помощи в репатриации беженцев в Сомали. ЮНОСОМ II было также поручено оказывать помощь сомалийскому народу в восстановлении экономики и социальной и политической жизни, восстановлении государственных структур страны, обеспечении национального политического примирения, возрождения государства Сомали на основе демократического управления и восстановлении экономики и инфраструктуры страны.

### Втягивание ООН в боевые действия
Продолжавшийся процесс национального примирения и формирования нового правительства Сомали под наблюдением ООН не устраивал одного из лидеров местных вооружённых группировок Мохаммеда Фарраха Айдида. После ухода из страны основной части американского контингента войска ООН оказались серьёзно ослаблены в военном отношении. К тому же очень скоро проявилось отсутствие единства по вопросу о том, кто должен осуществлять непосредственный контроль над национальными контингентами — ООН или же правительства соответствующих стран. На этом фоне Айдид сделал выбор в пользу возобновления вооружённой борьбы за власть.
5 июня 1993 года пакистанское подразделение UNOSOM двинулось к городской радиостанции, находившейся под контролем сторонников Айдида. Начались бои, в которых пакистанцы потеряли 23 военнослужащих убитыми и 54 ранеными. Вслед за этим боевые вертолёты США начали патрулировать город, что вызвало панику. Часть местных жителей покинула город. Также было сокращено количество гражданского персонала ООН и иных международных организаций в стране (только до 8 июня 1993 года 80 человек гражданского персонала ООН было вывезено из Сомали в Найроби).
В ответ силы быстрого реагирования США провели ряд военных акций против объектов, контролируемых Айдидом в Могадишо, что привело к жертвам среди мирного населения. После этого значительная часть населения города стала симпатизировать Айдиду как борцу против «интервенции ООН». За голову Айдида было назначено вознаграждение, ООН фактически объявила его вне закона, тем самым выступив против одного из участников конфликта в Сомали.
С этого момента ситуация в Сомали стремительно ухудшалась. Миротворцы ООН периодически подвергались нападениям, несли потери и всё больше втягивались в конфликт в качестве одной из его сторон.
8 августа 1993 года в южной части города Могадишо попал в засаду конвой ООН из 12 автомашин. После того, как боевая машина (БМ) HMMWV  с военнослужащими США подорвалась на мине, по колонне открыли огонь из стрелкового оружия и начали забрасывать её ручными гранатами. В бою участвовали миротворцы из США, Египта и Пакистана. Потери составили четырех военных полицейских США убитыми, ещё несколько военнослужащих ООН получили ранения. Вслед за этим войска ООН под командованием США вывели из строя аэропорт в 50 км от Могадишо, через который силы Айдида получали оружие — они перегородили взлётно-посадочную полосу бетонными блоками, сделав невозможным приземление самолётов.
23 августа 1993 года силы ООН закрыли аэропорт в Могадишо для самолётов гражданской авиации.
5 сентября 1993 года в бою с сомалийцами погибли семь военнослужащих Нигерии.

### Охота на Айдида

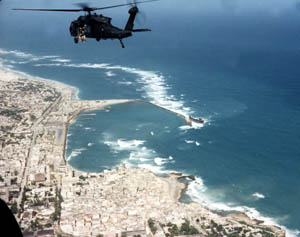
Американский UH-60 над Могадишо. Этот вертолёт был одним из двух, сбитых в ходе сражения 3 октября

После ранения в другом инциденте[когда?] ещё примерно двадцати военнослужащих, США отправили в Сомали оперативную группировку «Рейнджер» (Task Force Ranger), состоявшую из военнослужащих 75-го полка рейнджеров и спецподразделения «Дельта». Целью оперативной группировки была поимка Айдида. Охота за полевым командиром проводилась в форме неожиданных рейдов с использованием вертолётов.
В противостоянии с местными боевиками применялись боевые вертолёты и танки, причём интенсивность вооружённых столкновений и количество жертв с обеих сторон постоянно росли. Солдаты ООН повсеместно сталкивались с враждебностью со стороны мирного населения. В таких условиях было крайне затруднительно получать актуальные разведданные о местонахождении Айдида и его ближайших помощников. К концу сентября оперативная группировка «Рейнджер» провела несколько рейдов, результаты которых, однако, были незначительными. Солдаты не встречали вооружённого противодействия, и это привело к шаблонности их операций и недооценке возможностей Айдида.
3 октября 1993 года группировка «Рейнджер» проводила обычный рейд, направленный на захват двух важных сторонников Айдида. Захват прошёл успешно, но когда наступило время возвращаться на базу, солдаты были атакованы сотнями боевиков, пользовавшихся полной поддержкой местного населения. Американское подразделение оказалось полностью окружено и вовлечено в уличные бои с противником, имевшим значительное численное превосходство. Сомалийцы сбили два вертолёта MH-60L «Black Hawk». Американское командование вынуждено было обратиться за помощью к миротворческому контингенту, предоставившему бронетехнику для вызволения блокированных в городе подразделений, но лишь утром 4 октября удалось обеспечить отход спецназовцев в расположение миротворческого контингента.
В ходе событий 3—4 октября 1993 года в Могадишо погибли 18 военнослужащих США, 1 малайзийский миротворец и более 1000 сомалийцев. Из других источников, погибли 18 американских военнослужащих, 35 миротворцев, 300 сомалийцев так же погибли и 700 были ранены.

## Завершение операции
После сражения в Могадишо между ООН и Айдидом было заключено перемирие. Американская общественность была шокирована показанной по телевидению сценой того, как торжествующие сомалийцы таскали на верёвках по городу тело погибшего бойца «Дельты». Президент США Билл Клинтон был вынужден заявить о временном усилении американского контингента в Сомали с установлением срока вывода его из страны не позднее марта 1994 года, что и было осуществлено. Другие миротворческие контингенты оставались, но руководители стран, их пославших, заявили о желании вывести и свои контингенты, что и было проделано в общих чертах к исходу 1994 года. На завершающем этапе миротворцы выполняли уже сугубо гуманитарные задачи. Главная цель UNOSOM II — прекращение гражданской войны в Сомали — не была достигнута. Последние войска ООН покинули страну в марте 1995 года.
По официальным данным ООН, потери миротворческих сил ООН в операции UNOSOM составляют 160 человек погибшими, ещё некоторое количество было ранено и травмировано.
Кроме того, стали известны факты издевательств и преднамеренного убийства солдатами из нескольких контингентов мирных граждан Сомали. В целом операция «Продолжение надежды» нанесла значительный ущерб престижу ООН, а в США появилось понятие «синдром Сомали», означавшее неприятие общественностью каких-либо людских потерь в малых военных операциях.

## След в культуре
В 1999 году американский журналист Марк Боуден издал книгу «Падение Чёрного Ястреба: История о современной войне», посвящённую сражению в Могадишо 3—4 октября 1993 года. В 2001 году на основе книги был снят фильм «Чёрный ястреб», имевший большие кассовые сборы. Этому же сюжету посвящена компьютерная игра-шутер «Delta Force: Black Hawk Down».